# La Troncal
La Troncal è una parrocchia urbana dell'Ecuador, capoluogo dell'omonimo cantone, nella provincia di Cañar.